# 雷利夫鎮區 (阿肯色州獨立縣)
雷利夫鎮區（英語：Relief Township）是位於美國阿肯色州獨立縣的一個行政鎮區。

## 地方資料
雷利夫鎮區的面積為75.33平方千米，當中陸地面積為75.29平方千米，而水域面積為0.04平方千米。根據2010年美國人口普查的數據，當地共有人口474人，而人口密度為每平方千米6.29人。